# アマルテイア

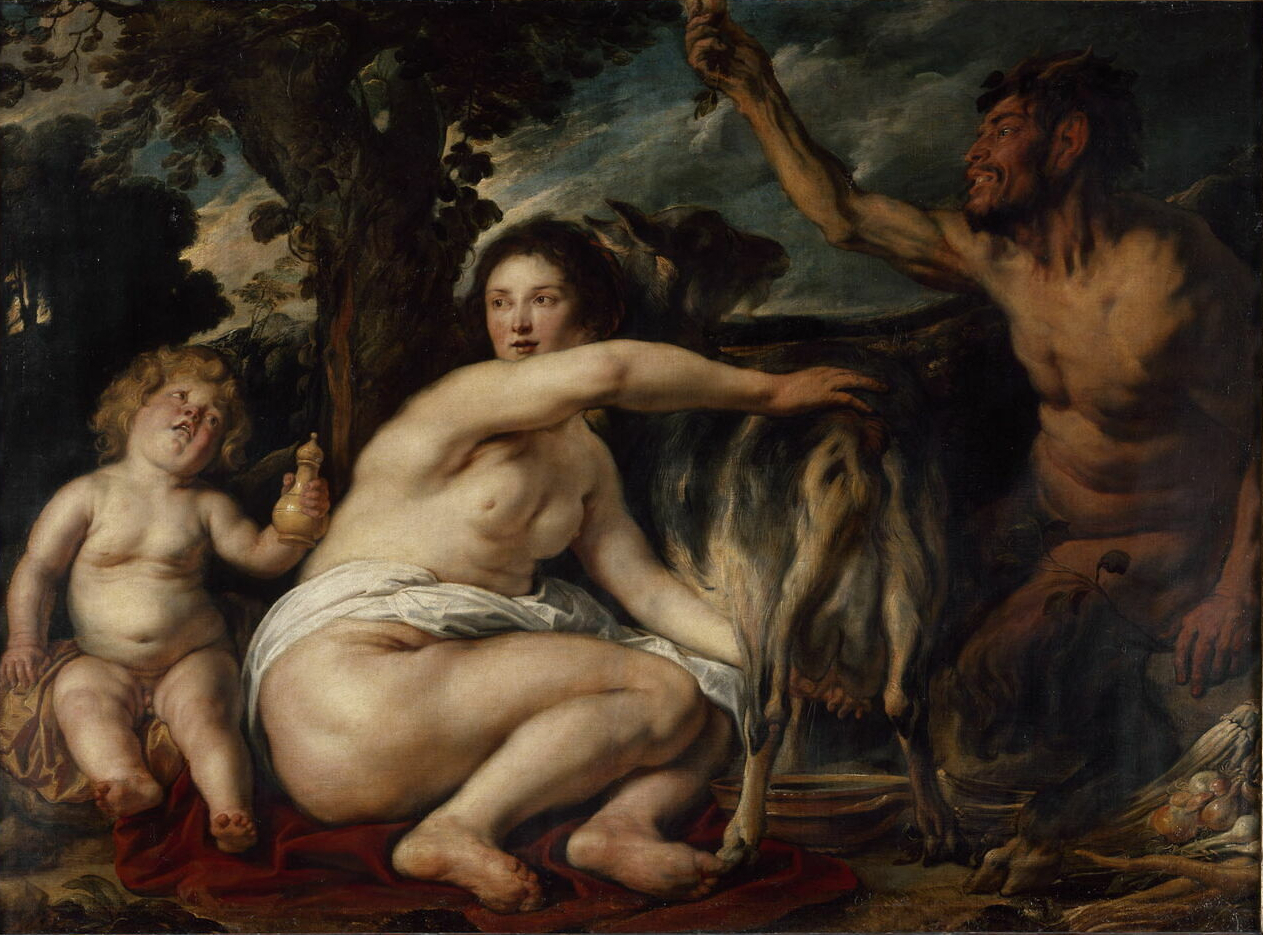
幼子ゼウスとアマルテイア。ヤーコブ・ヨルダーンスの1640年頃の絵画、ルーヴル美術館蔵。

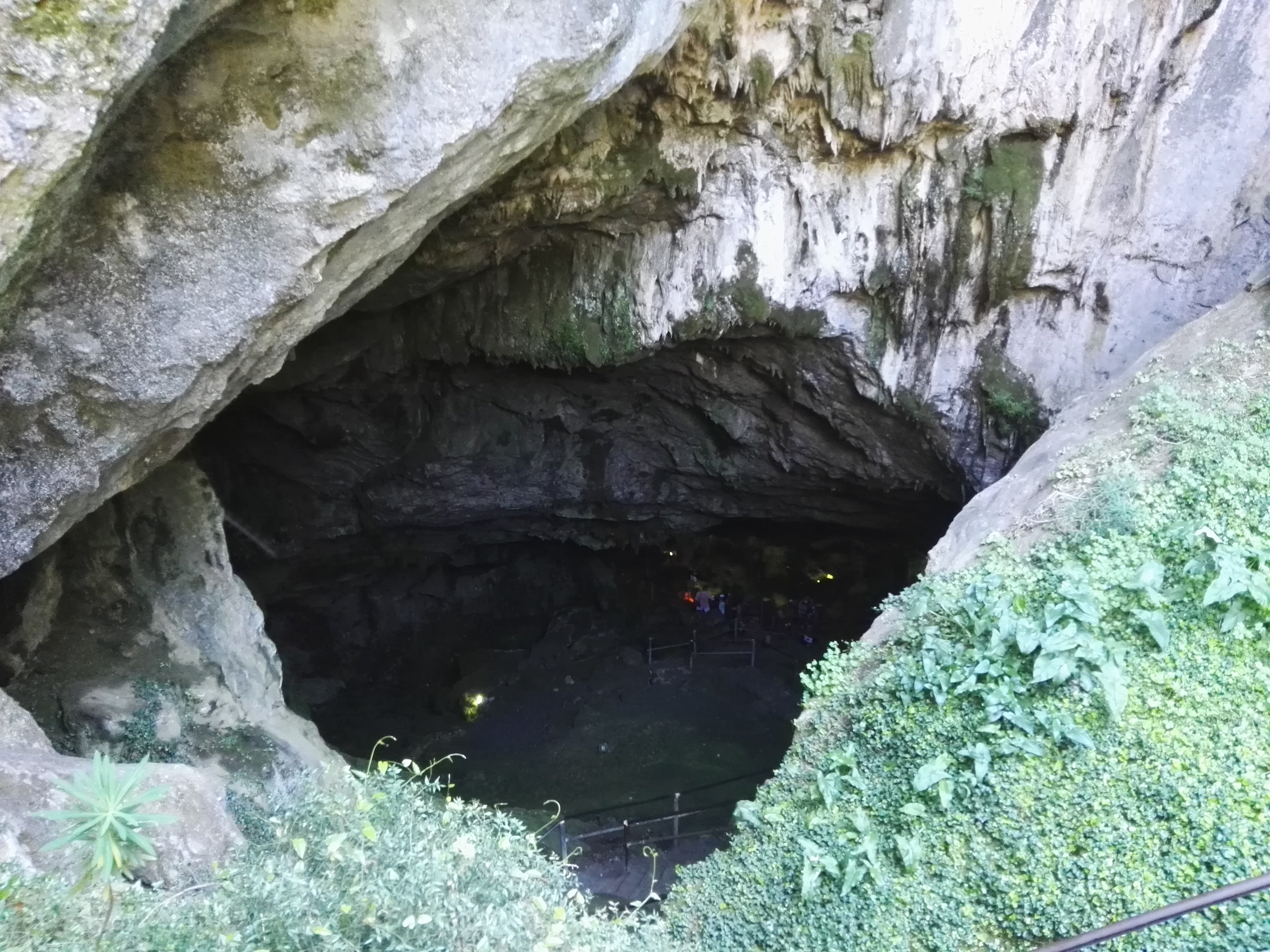
ディクテー山の洞窟。

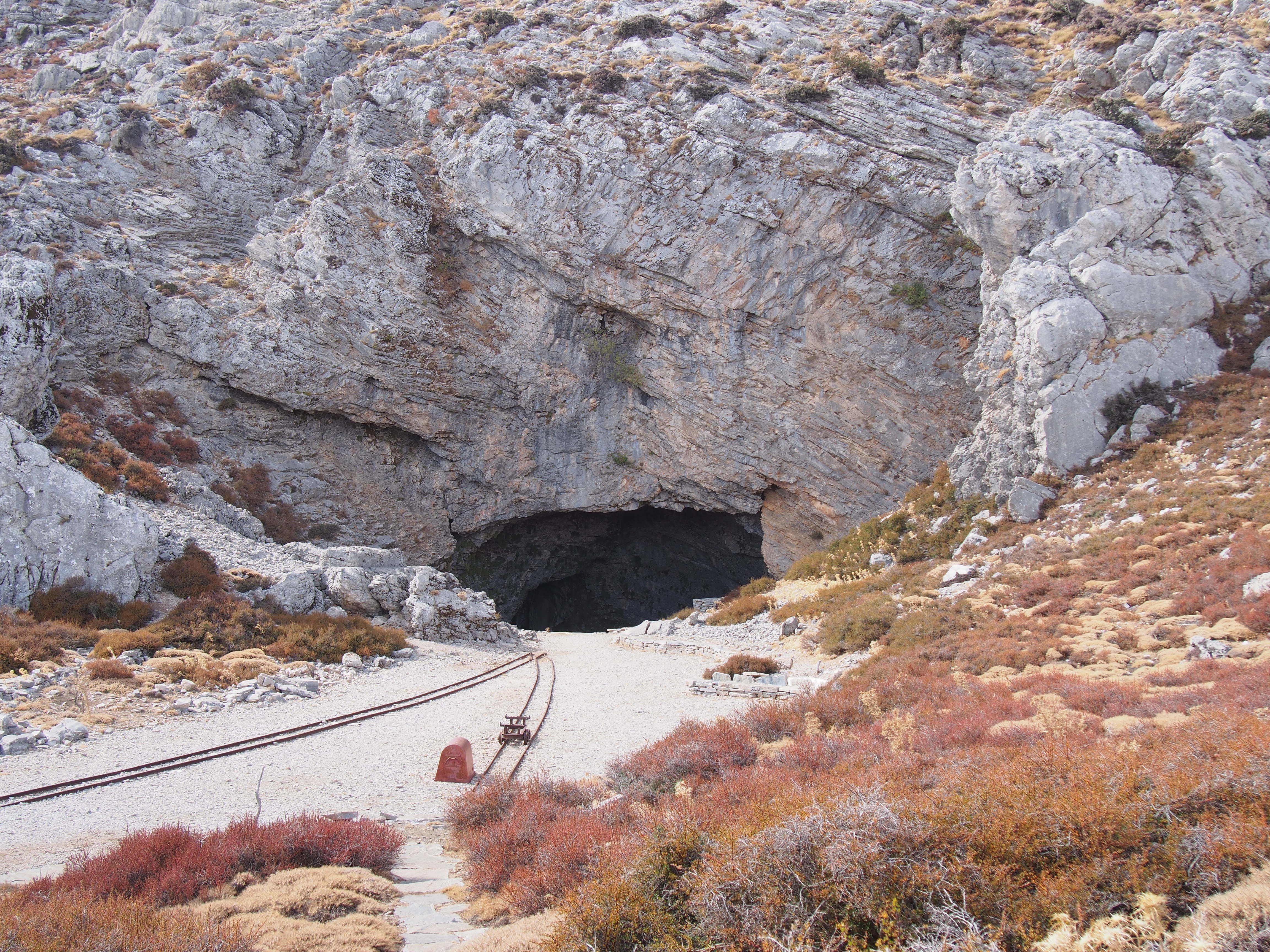
イーデー山の洞窟。

アマルテイア（古希: Ἀμάλθεια, Amaltheia, ラテン語: Amalthea）は、ギリシア神話に登場するゼウスの育ての親とされる牝の山羊である。ラテン語ではアマルテアという。アマルテイアはクレーテー島のイーデー山あるいはディクテー山の洞窟で、幼いゼウスに乳を与えて育てたとされる。アマルテイアはまた、この山羊を所有するニュンペーとされることもある。

## 神話
オウィディウスの『祭暦』によると、イーデー山に住むアマルテイアという名前のニュムペーが幼いゼウスを森に隠して養育した。アマルテイアは美しい牝山羊を持っており、この山羊の乳でゼウスは育てられた。この山羊は角の片方が折れていたが、アマルテイアはその角を拾って花と果物で満たし、幼いゼウスに食べさせたとされる。後に成長して神々の王となったゼウスは角と山羊とを一緒に星々の間に置いた。
アポロドーロスによると、女神レアーはディクテー山の洞窟（ディクテオン洞窟）でゼウスを出産し、クーレースの一人のメリッセウスの娘でニュムペーのアドラステイアとイーデーに養育を命じた。2人のニュムペーは牝山羊アマルテイアの乳で幼いゼウスを育て、クーレースたちは武装して洞窟を守った。
のちにヘーラクレースがデーイアネイラをめぐって河神アケローオスと争ったとき、英雄はアケローオスの角を折って打ち負かした。そこでアケローオスは角を取り戻すためにアマルテイアの角をヘーラクレースに与えた。ここで説明されているところでは、アマルテイアは牡牛の角を持つハイモニオスなる人物の娘であり、またアマルテイアの角はレーロスのペレキューデースによれば、あらゆる食べ物も飲物も自由に生み出す力があるという。
シケリアのディオドーロスによると、ゼウスはイーデー山の洞窟で育てられた。レアーは密かにイーデー山中でゼウスを出産し、近隣に住んでいたクーレースたちに養育を頼み、クーレースたちはさらに洞窟のニュムペーたちに養育を任せた。ニュムペーたちは蜂蜜と乳を混ぜたものをゼウスに与えた。また牝山羊アマルテイアの乳房を吸わせて育てた。後にゼウスは自分を育てたアマルテイアに、牝山羊（アイクス）にちなんだ別名アイギアコスを与えた。
別の話によると、ゼウスは自分自身で山羊の角を折り、それをアマルテイアに渡して彼女が望んだものがなんでも手に入るよう約束したとされる。コルヌー・コピアイ（豊饒の角）である。またディオニューソスはこの角から湧き出る食べ物で育てられた。古代の神話によると角の所有者は多岐にわたる。一般には巨万の富の象徴とされ、また様々な神性や、ナイル川など土地を豊かにする河の象徴ともなる。
また、エラトステネースがムーサイオスの伝えとして述べるところによれば、この牝山羊はヘーリオスの娘であったが容姿醜怪ゆえにティーターンたちから疎まれ、これを預けられたのがクレーテー島のニュムペーのアマルテイアである。その山羊の乳で育ったゼウスは、神託に従ってその皮からアイギスを作ったという。さらにこの山羊は後にぎょしゃ座のカペラになったとされる。

## 影響
小惑星帯の小惑星アマルテアと木星の第5衛星アマルテアはアマルテイアにちなんで名付けられた。